# عملية أبسكام
عملية أبسكام تعد فضيحة «أبسكام» التي استيقظت عليها الولايات المتحدة الأميركية في أواخر سبعينات ومطلع ثمانينات القرن العشرين، واحدة من أكثر الفضائح إثارة وغرابة في تاريخ الولايات المتحدة الاميركية. وكان مكتب التحقيقات الفيدرالي الأميركي «إف بي آي» هو الذي أطلق تسمية «أبسكام» على تلك الفضيحة، التي قام خلالها بحملة واسعة لمكافحة الرشوة والفساد في أوساط السياسيين والموظفين، علماً بأن هذه العملية كانت من تدبير مكتب الـ «إف بي آي» نفسه، لعدد من أعضاء الكونغرس لإثبات قبولهم رشاوى من أجانب وكان الأجانب شيوخاً من العرب ولكنهم كانوا مزيفين. حيث ارتدى عملاء المكتب الفيدرالي ملابس عربية تقليدية وتظاهروا بأنهم شيوخ عرب أثرياء قدموا رشاوى إلى السياسيين الأميركيين الذين وقع كثيرٌ منهم في الفخ وقد خرجت المباحث الفيدرالية حينها تهلل لبراعتها وحيلتها في الإيقاع بأعضاء الكونغرس.